# Észak-Kivu tartomány
Az Észak-Kivu tartomány (más néven Kivu-Nord tartomány) a Kongói Demokratikus Köztársaság keleti szélén a Kivu-tóval határos. Tartományi fővárosa és egyben legnagyobb városa Goma. Területe 59 483 km², lakossága 5 165 000 (2007) népsűrűsége 86,8 fő/km². Beszélt nyelvek: francia, szuahéli.

## Földrajza
Északnyugaton az Orientale tartománnyal, nyugaton a Maniema tartománnyal, délen a Dél-Kivu tartománnyal határos. Keleti határa Ugandával és Ruandával közös.
A tartományban három város – Goma, Butembo és Beni – valamint hat körzet – Beni, Lubero, Masisi, Nyiragongo, Rutshuru és Walikali – található. A tartományban terül el a világörökség részét képező Virunga Nemzeti Park, a veszélyeztetett hegyi gorilla élőhelye.

## Története
A tartomány az egykori Kivu tartomány felosztásával 1988-ban jött létre.
A második kongói háború során (1998 - 2003) a tartományban jelentős harcok folytak. 

## Emberi jogi kérdések
2007 októberében az Egyesült Nemzetek Menekültügyi Főbiztosa (UNHCR) figyelmeztetést adott ki a belső menekültek növekvő száma miatt, akik a kormányerők, a Ruandai Demokratikus Felszabadító Erők (FDLR) és a lázadók közötti harcok miatt voltak kénytelenek elhagyni lakóhelyüket. A figyelmeztetésben felhívta a figyelmet a növekvő mennyiségű harci eszközökre és haderőkre, melyek tagjai között Észak-Kivuban toborzott gyermekkatonák is voltak. A Menekültügyi Főbiztos szerint 2006 decembere óta 370 000 személynek kellett lakóhelyét elhagynia Észak-Kivuban, ezért menekülttáborait fejleszti a Mugunga régióban, ahol a belső menekültek számát több mint 80 000-re teszik.